# National Hockey League 1976/1977
National Hockey League 1976/1977 var den 60:e säsongen av NHL.
18 lag spelade 80 matcher i grundserien innan Stanley Cup inleddes den 5 april 1977. Stanley Cup vanns av Montreal Canadiens som tog sin 20:e titel, efter finalseger mot Boston Bruins med 4-0 i matcher.
Kansas City Scouts hade flyttat bytt namn till Colorado Rockies och California Golden Seals flyttade och bytte namn från Cleveland Barons.
Montreal Canadiens satte denna säsong NHL-rekord i antal poäng under grundserien med sina 132 inspelade.
Guy Lafleur, Montreal Canadiens, vann poängligan för andra säsongen i rad. Han fick 136 poäng, 56 mål plus 80 assist.

## Grundserien

### Prince of Wales Conference

#### Adams Division
| Nr | Lag                   | S  | V  | O  | F  | GM  | IM  | MS  | P   |
| -- | --------------------- | -- | -- | -- | -- | --- | --- | --- | --- |
| 1  | Boston Bruins         | 80 | 49 | 8  | 23 | 312 | 240 | +72 | 106 |
| 2  | Buffalo Sabres        | 80 | 48 | 8  | 24 | 301 | 220 | +81 | 104 |
| 3  | Toronto Maple Leafs   | 80 | 33 | 15 | 32 | 301 | 285 | +16 | 81  |
| 4  | Cleveland Barons (NY) | 80 | 25 | 13 | 42 | 240 | 292 | −52 | 63  |

#### Norris Division
| Nr | Lag                 | S  | V  | O  | F  | GM  | IM  | MS   | P   |
| -- | ------------------- | -- | -- | -- | -- | --- | --- | ---- | --- |
| 1  | Montreal Canadiens  | 80 | 60 | 12 | 8  | 387 | 171 | +216 | 132 |
| 2  | Los Angeles Kings   | 80 | 34 | 15 | 31 | 271 | 241 | +30  | 83  |
| 3  | Pittsburgh Penguins | 80 | 34 | 13 | 33 | 240 | 252 | −12  | 81  |
| 4  | Washington Capitals | 80 | 24 | 14 | 42 | 221 | 307 | −86  | 62  |
| 5  | Detroit Red Wings   | 80 | 16 | 9  | 55 | 183 | 309 | −126 | 41  |

### Clarence Campbell Conference

#### Patrick Division
| Nr | Lag                 | S  | V  | O  | F  | GM  | IM  | MS   | P   |
| -- | ------------------- | -- | -- | -- | -- | --- | --- | ---- | --- |
| 1  | Philadelphia Flyers | 80 | 48 | 16 | 16 | 323 | 213 | +110 | 112 |
| 2  | New York Islanders  | 80 | 47 | 12 | 21 | 288 | 193 | +95  | 106 |
| 3  | Atlanta Flames      | 80 | 34 | 12 | 34 | 264 | 265 | −1   | 80  |
| 4  | New York Rangers    | 80 | 29 | 14 | 37 | 272 | 310 | −38  | 72  |

#### Smythe Division
| Nr | Lag                   | S  | V  | O  | F  | GM  | IM  | MS   | P  |
| -- | --------------------- | -- | -- | -- | -- | --- | --- | ---- | -- |
| 1  | St. Louis Blues       | 80 | 32 | 9  | 39 | 239 | 276 | −37  | 73 |
| 2  | Minnesota North Stars | 80 | 23 | 18 | 39 | 140 | 310 | −170 | 64 |
| 3  | Chicago Black Hawks   | 80 | 26 | 11 | 43 | 240 | 298 | −58  | 63 |
| 4  | Vancouver Canucks     | 80 | 25 | 13 | 42 | 235 | 294 | −59  | 63 |
| 5  | Colorado Rockies (NY) | 80 | 20 | 14 | 46 | 226 | 307 | −81  | 54 |

## Poängligan 1976/77
Not: SP = Spelade matcher, M = Mål, A = Assists, Pts = Poäng
| Spelare           | Lag                   | SM | M  | A  | Pts |
| ----------------- | --------------------- | -- | -- | -- | --- |
| Guy Lafleur       | Montreal Canadiens    | 80 | 56 | 80 | 136 |
| Marcel Dionne     | Los Angeles Kings     | 80 | 53 | 69 | 122 |
| Steve Shutt       | Montreal Canadiens    | 80 | 60 | 45 | 105 |
| Rick MacLeish     | Philadelphia Flyers   | 79 | 49 | 48 | 97  |
| Gilbert Perreault | Buffalo Sabres        | 80 | 39 | 56 | 95  |
| Tim Young         | Minnesota North Stars | 80 | 29 | 66 | 95  |
| Jean Ratelle      | Boston Bruins         | 78 | 33 | 61 | 94  |
| Lanny McDonald    | Toronto Maple Leafs   | 80 | 46 | 44 | 90  |
| Darryl Sittler    | Toronto Maple Leafs   | 73 | 38 | 52 | 90  |
| Bobby Clarke      | Philadelphia Flyers   | 80 | 27 | 63 | 90  |

## Slutspelet 1977
12 lag gjorde upp om Stanley Cup-bucklan, åttondelsfinalerna avgjordes i bäst av 3 matcher medan resten av matchserierna avgjordes det i bäst av sju matcher.
|  | Kvartsfinaler       | Kvartsfinaler      |                     |   | Semifinaler | Semifinaler |  |  | Final | Final |
|  |                     |                    |                     |   |             |             |  |  |       |       |
|  |                     |                    |                     |   |             |             |  |  |       |       |
|  |                     |                    |                     |   |             |             |  |  |       |       |
|  | Montreal Canadiens  | 4                  |                     |   |             |             |  |  |       |       |
|  | Montreal Canadiens  | 4                  |                     |   |             |             |  |  |       |       |
|  | St. Louis Blues     | 0                  |                     |   |             |             |  |  |       |       |
|  | St. Louis Blues     | 0                  | Montreal Canadiens  | 4 |             |             |  |  |       |       |
|  |                     |                    | Montreal Canadiens  | 4 |             |             |  |  |       |       |
|  |                     | New York Islanders | 2                   |   |             |             |  |  |       |       |
|  | New York Islanders  | New York Islanders | 2                   | 4 |             |             |  |  |       |       |
|  | New York Islanders  |                    |                     | 4 |             |             |  |  |       |       |
|  | Buffalo Sabres      | 0                  |                     |   |             |             |  |  |       |       |
|  | Buffalo Sabres      | 0                  | Montreal Canadiens  | 4 |             |             |  |  |       |       |
|  |                     |                    | Montreal Canadiens  | 4 |             |             |  |  |       |       |
|  |                     | Boston Bruins      | 0                   |   |             |             |  |  |       |       |
|  | Philadelphia Flyers | Boston Bruins      | 0                   | 4 |             |             |  |  |       |       |
|  | Philadelphia Flyers |                    |                     | 4 |             |             |  |  |       |       |
|  | Toronto Maple Leafs | 2                  |                     |   |             |             |  |  |       |       |
|  | Toronto Maple Leafs | 2                  | Philadelphia Flyers | 0 |             |             |  |  |       |       |
|  |                     |                    | Philadelphia Flyers | 0 |             |             |  |  |       |       |
|  |                     | Boston Bruins      | 4                   |   |             |             |  |  |       |       |
|  | Boston Bruins       | Boston Bruins      | 4                   | 4 |             |             |  |  |       |       |
|  | Boston Bruins       |                    |                     | 4 |             |             |  |  |       |       |
|  | Los Angeles Kings   | 2                  |                     |   |             |             |  |  |       |       |
|  | Los Angeles Kings   | 2                  |                     |   |             |             |  |  |       |       |

### Åttondelsfinal
New York Islanders vs. Chicago Black Hawks
New York Islanders vann åttondelsfinalserien med 2-0 i matcher
Buffalo Sabres vs. Minnesota North Stars
Buffalo Sabres vann åttondelsfinalserien med 2-0 i matcher
Los Angeles Kings vs. Atlanta Flames
Los Angeles Kings vann åttondelsfinalserien med 2-1 i matcher
Pittsburgh Penguins vs. Toronto Maple Leafs
Toronto Maple Leafs vann åttondelsfinalserien med 2-1 i matcher

### Kvartsfinal
Montreal Canadiens vs. St Louis Blues
Montreal Canadiens vann kvartsfinalserien med 4-0 i matcher
Philadelphia Flyers vs. Toronto Maple Leafs
Philadelphia Flyers vann kvartsfinalserien med 4-2 i matcher
Boston Bruins vs. Los Angeles Kings
Boston Bruins vann kvartsfinalserien med 4-2 i matcher
New York Islanders vs. Buffalo Sabres
New York Islanders vann kvartsfinalserien med 4-0 i matcher

### Semifinal
Montreal Canadiens vs. New York Islanders
Montreal Canadiens vann semifinalserien med 4-2 i matcher
Philadelphia Flyers vs. Boston Bruins
Boston Bruins vann semifinalserien med 4-0 i matcher

## Stanley Cup-final
Montreal Canadiens vs. Boston Bruins
Montreal Canadiens vann serien med 4-0 i matcher

## NHL awards
| 1976–77 NHL awards              | 1976–77 NHL awards                               |
| ------------------------------- | ------------------------------------------------ |
| Prince of Wales Trophy:         | Montreal Canadiens                               |
| Clarence S. Campbell Bowl:      | Philadelphia Flyers                              |
| Art Ross Memorial Trophy:       | Guy Lafleur, Montreal Canadiens                  |
| Bill Masterton Memorial Trophy: | Ed Westfall, New York Islanders                  |
| Calder Memorial Trophy:         | Willi Plett, Atlanta Flames                      |
| Conn Smythe Trophy:             | Guy Lafleur, Montreal Canadiens                  |
| Hart Memorial Trophy:           | Guy Lafleur, Montreal Canadiens                  |
| Jack Adams Award:               | Scotty Bowman, Montreal Canadiens                |
| James Norris Memorial Trophy:   | Larry Robinson, Montreal Canadiens               |
| Lady Byng Memorial Trophy:      | Marcel Dionne, Los Angeles Kings                 |
| Lester B. Pearson Award:        | Guy Lafleur, Montreal Canadiens                  |
| NHL Plus/Minus Award:           | Larry Robinson, Montreal Canadiens               |
| Vezina Trophy:                  | Ken Dryden & Michel Larocque, Montreal Canadiens |
| Lester Patrick Trophy:          | John Bucyk, Murray A. Armstrong, John Mariucci   |

## All-Star
| Första laget                       | Position | Andra laget                         |
| ---------------------------------- | -------- | ----------------------------------- |
| Ken Dryden, Montreal Canadiens     | M        | Rogie Vachon, Los Angeles Kings     |
| Larry Robinson, Montreal Canadiens | B        | Denis Potvin, New York Islanders    |
| Börje Salming, Toronto Maple Leafs | B        | Guy Lapointe, Montreal Canadiens    |
| Marcel Dionne, Los Angeles Kings   | C        | Gilbert Perreault, Buffalo Sabres   |
| Guy Lafleur, Montreal Canadiens    | HF       | Lanny McDonald, Toronto Maple Leafs |
| Steve Shutt, Montreal Canadiens    | VF       | Rick Martin, Buffalo Sabres         |